# Trentepohlia (Trentepohlia) disconnectans
Trentepohlia (Trentepohlia) disconnectans is een tweevleugelige uit de familie steltmuggen (Limoniidae). De soort komt voor in het Afrotropisch gebied.